# Leucania celebensis
Leucania celebensis är en fjärilsart som beskrevs av Willie Horace Thomas Tams 1935. Leucania celebensis ingår i släktet Leucania och familjen nattflyn. Inga underarter finns listade i Catalogue of Life.